# Acalolepta tugelensis
Acalolepta tugelensis är en skalbaggsart som beskrevs av Stefan von Breuning 1970. Acalolepta tugelensis ingår i släktet Acalolepta och familjen långhorningar. Inga underarter finns listade i Catalogue of Life.